# الغبيشية
الغَبيشية(1) قرية عراقية ومقاطعة رقمها 37 على شاطئ هور الحَمّار في قضاء الجبايش، في محافظة ذي قار بجنوب العراق، كانت تابعة لقضاء سوق الشيوخ وفيها محطة قطار مشهورة،، في شمال غرب الشعيبة وبين الشعيبة ومحطة قطار الغبيشية 39 ميلاً، والمسافة بين محطة قطار المعقل بالبصرة إلى محطة قطار الغبيشية 50.2 ميلاً، ذكرت مجلة المشاهد السياسي سنة 2005 مشروعاً لإنشاء سكة حديد الغبيشية في ثلاث سنوات يُنفق عليه 41 مليون دولار، وهي على الحدود الإدارية بين محافظة ذي قار ومحافظة البصرة، هي أصلأ مُقامة على تل أثري اسمه تل الغبيشية، قالت مجلة سومر إن التل "أزيلت معظم طبقاته نتيجة رفع الأتربة منه لإقامة السواتر والسداد الأمنية أيام النظام السابق ، ولم يتبقَ منه غيرُ سَفح مُتأكل تشير مُلتقطاتة إلى الفترة الفرثية والعهود الإسلامية"، وفي ربيع الثاني سنة 1319 هـ جعلت الحكومة العثمانية مراكز عسكرية في سفوان والغبيشية والخميسية، وفي الغبيشية آثار أنُهر مندرسة يُظنّ أن اسمها كان كري سعدي، وفي سنة 1935م، كان في مخفر شرطة الغبيشية 40 شرطياً. وهي مِن مساكن عشيرة الريجية، وكان لعجمي السعدون أموال ورجال في الغبيشية، وأقام فيها، وفي 1 حزيران سنة 1912 ذكرت مجلة لغة العرب أن عشيرة الضفير قد "هبطوا قرب أراضي الغبيشية (بفتح الغين وكسر الباء)، حيث أمرهم عجمي بك أن ينزلوا مع الأعراب الذين تحت سطوته وهم هناك الآن في راحة واطمئنان". وقالت المجلة سنة 1913 "يقيم اليوم عجمي السعدون في الغبيشية التي تبعد عن البصرة نحو ١٢ ساعة"، وفي معركة الشعيبة في شهر نيسان سنة 1915 كانت مواقع المجاهدين المقاومين للغزو الإنكليزي 80 ألفاً محتشدين في الغبيشية قبل الهجوم على الشعيبة، ومعهم قوة خيّالة صغيرة تابعة للجيش العثماني، وفي معركة أم المعارك سنة 1991م انسحب الجيش العراقي من الكويت ثم توغّلت قوات التحالف في داخل الأراضي العراقية حتى صار الحدّ بينها وبين القوات العراقية هو قرية الغبيشية الصغيرة ذات الصرائف الطينية محاذية لمحطة قطار الغبيشية، قال عبد الجبار الراوي في كتابه (البادية) واصفاً بادية العراق "يبدأ اتصال البادية من الجنوب الشرقي بالكويت ويتجه إلى الشمال الغربي ب(17) درجة نحو جبل (سنام) وإلى (الرتكة) غرباً ثم يتجه في خط مستقيم إلى نقطة في جنوب (الغبيشية) بقليل، ومنها يتجه عبر بُحيرة حمّار في خط مستقيم أيضاً إلى (رز سرين)". وفي سنة 1306هـ (1889م) بنى الشيخ سعدون باشا المنصور جامعاً بالغبيشية حين أقامت لديه جماعة من أهل الزبير بعد اضطراب الأمن في بلدتهم.

## الهوامش
- «1» قال أنستاس الكرملي:الغَبِيشية بفتح الغين وكسر الباء.[13]

## وصلات خارجية
- قرية الغبيشية العراقية ضمن خارطة لواء المنتفق العراقي بين سنة 1914 و1921 (أسفل يسار الخارطة)